# Mikayel Varandian
Mikayel Varandian (in armeno Միքայել Վարանդյան; Şuşa, 1870 – Marsiglia, 22 aprile 1934) è stato uno storico armeno.

## Biografia
Mikayel Varandian è stato uno dei principali e dirigenti della Federazione Rivoluzionaria Armena (ARF). Fu commentatore politico e giornalista assai attivo, oltre che storico della Federazione Rivoluzionaria Armena.
La sua data di nascita è tradizionalmente indicata nel 1870, ma secondo alcuni biografi essa sarebbe da posticipare al biennio 1872/1874 a Keyatoug sobborgo della città di Varand in Artsakh. Più tardi assunse lo pseudonimo con cui divenne famoso proprio in omaggio alla sua città natale. Iniziò i suoi studi nella scuola comunale di Shusha, che a quel tempo era un focolaio di movimenti progressisti, e iniziò a scrivere all'età di 18 anni. I suoi saggi sono stati pubblicati sui periodici "Mourj" (martello) e "Meshag" (coltivatore), con lo pseudonimo Ego.

## Attività politica e diplomatica
Proseguì gli studi superiori di sociologia e filosofia a Ginevra a partire dal 1890 e con l'aiuto di uno dei suoi parenti a Tbilisi. Frequentò ulteriori corsi in Germania e lì incontrò e fu influenzato da alcuni dei suoi professori tutti ferventi apostoli del nuovo socialismo. Cominciò a collaborare con Stepan Zorian (Rostom, uno dei fondatori dell'Federazione Rivoluzionaria Armena) nel 1892 e iniziò ad operare accanto a Edgar Agnouni, Sarkis Minasian e Avetis Aharonian come redattore di "Droshak", l'organo ufficiale dell'ARF.
"Droshak" fu pubblicato per la prima volta da Kristapor Mikaelian nel 1890 a Tbilisi, poi nei Balcani, a Ginevra, a Parigi, a Beirut, ad Atene e oggi ancora a Erevan. Varandian ha lavorato freneticamente preparando editoriali e articoli di scrittura, oltre alle sue responsabilità come membro del Ufficio Occidentale della Federazione Rivoluzionaria Armena (a Ginevra), essendo stato eletto dopo il quarto congresso mondiale nel 1904.
Per la Federazione Rivoluzionaria Armena gestiva anche rapporti con i media ma anche i rapporti con l'Internazionale socialista. Fu attraverso i suoi sforzi che l'Հայ Յեղափոխական Դաշնակցութիւն (Hay Heghapokhakan Dashnak). divenne membro dell'Internazionale socialista. Varandian fu profondamente colpito dal genocidio perpetrato dal governo turco-ottomano. Di conseguenza, lasciò Ginevra per Tbilisi e presto divenne redattore di "Horizon", il giornale della Federazione Rivoluzionaria Armena in Georgia.
Più tardi, tornò in Europa muovendosi fra: Francia, Svizzera, Italia e Romania e collaborando con la delegazione nazionale armena guidata da Boghos Noubar fino all'indipendenza dell'Armenia.
Nel 1915, Varandian propose di formare una grande unità militare armena volontaria agli ambasciatori russo, britannico e francese per conto del Western Bureau della stessa Federazione. Propose di far addestrare l'unità militare a Cipro per poi bloccare le forze ottomane in Cilicia, creando così un nuovo fronte di guerra atto a spaccare l'esercito turco. Nonostante le approvazioni degli ambasciatori russo e britannico, i francesi ottenute sulla carta come me noto tale fronte non fu mai veramente aperto rifiutarono di approvare la proposta. Di conseguenza, l'unità militare proposta non ha mai visto la luce del giorno.
Dopo l'indipendenza della Repubblica d'Armenia, Varandian fu nominato ambasciatore della Prima Repubblica di Armenia a Roma e qui pose la sua abitazione e ufficio al numero civico 41 di via Palestro sul palazzo campeggiava la frase enigmatica "Fleoret Desertis Excita Roma Locis".

## Gli ultimi anni
Fu profondamente rattristato dalla relativa indifferenza del mondo per la difficile situazione degli Armeni e dalla gravità del genocidio perpetrato sul suo popolo a cui i paesi europei restavano sostanzialmente silenti. Era anche disilluso dall'atteggiamento mostrato dai comunisti sovietici che a suo dire avevano tradito, con errata interpretazione, il socialismo. Negli ultimi 10 anni di vita, gradualmente iniziò ad allontanarsi dalla politica. Tuttavia, continuò a scrivere in un difficile stato di prostrazione psicologica. Tale condizione si aggravò soprattutto dopo che il suo caro amico, Avetis Aharonian, ebbe un ictus mentre teneva una conferenza in sua presenza.
Varandian morì poco dopo, il 22 aprile 1934.

## Opere principali
- Հ. Յ. Դաշնակցութեան պատմութիւն (Storia della Federazione Rivoluzionaria Armena), Teheran 1981, Erevan 1992, p.536.
- Հայկական շարժման նախապատմութիւն (Preistoria del Movimento Armeno), Ginevra 1912, p. 320, vol I.
- Հայկական շարժման նախապատմութիւն (Preistoria del Movimento Armeno), Ginevra, 1913, p. 288, vol II.
- Մուրատ: Սեբաստացի ռազմիկին կեանքն ու գործը (Murat: vita e opere del guerriero Sebasts), Boston 1931, Teheran1981, p.348.
- Վերծնուող հայրենիքը եւ մեր դերը, (La nostra patria e il nostro ruolo), Ginevra 1910, p. 408